# مايكل هوستيد
مايكل هوستيد (بالإنجليزية: Michael Husted)‏ هو لاعب كرة قدم أمريكية أمريكي، ولد في 16 يونيو 1970 في إل باسو في الولايات المتحدة.

## وصلات خارجية
- مايكل هوستيد على موقع مرجع كرة القدم المحترفة.كوم (الإنجليزية)